# Daniel Drew
Pour les articles homonymes, voir Colville.
Daniel Drew (Dunoon, ca. 1850 - Burnley, 1914) est un joueur international écossais de rugby.
Il fait partie de l'équipe d'Écosse de rugby qui affronte l'Angleterre dans ce qui constitue le tout premier match international de rugby de l'histoire, en 1871.

## Biographie
Daniel Drew naît à Dunoon, dans l'Argyll and Bute, en Écosse, vers 1850.

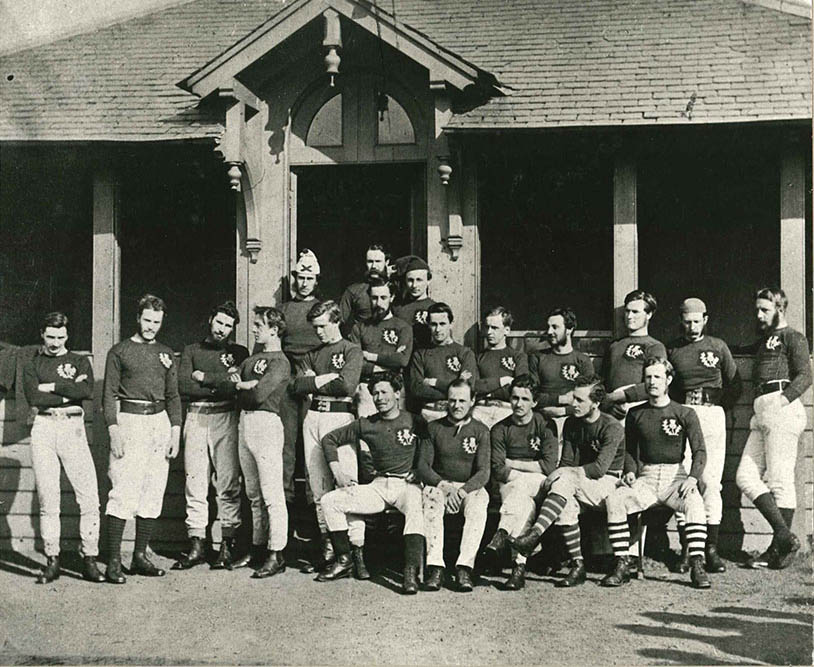
La première équipe nationale de rugby d'Écosse, lors du match de mars 1871 contre l'Angleterre à Édimbourg.

Il évolue comme forward (avant) pour Glasgow Academicals RFC, qui est l'un des tout meilleurs clubs d'Écosse de l'époque.
Daniel Drew a joué dans la toute première équipe d'Écosse de rugby lors du tout premier match international de rugby de l'histoire, contre l'Angleterre. L'Écosse l'emporte 1 à 0, en inscrivant 2 essais et 1 transformation contre 1 essai non transformé contre l'Angleterre (seules les transformations rapportaient des points à l'époque),,.
Drew attend cinq ans pour être rappelé en sélection, à nouveau contre l'Angleterre : l'Écosse s'incline 1-0 au Kennington Oval de Londres le 6 mars 1876.
Son frère Thomas Auchterlonie Drew a également joué pour Glasgow Academicals. Bien que Thomas n'ait jamais fait partie de l'équipe nationale écossaise, il a joué pour Glasgow District (en) : il participe en effet au tout premier match de rugby interprovincial et interurbain au monde contre Edinburgh District (en) le 23 novembre 1872.
Daniel Drew meurt à Burnley, dans le Lancashire, en Angleterre, le 2 février 1914.